# Grec (vent)
Pour l’article homonyme, voir Grec.

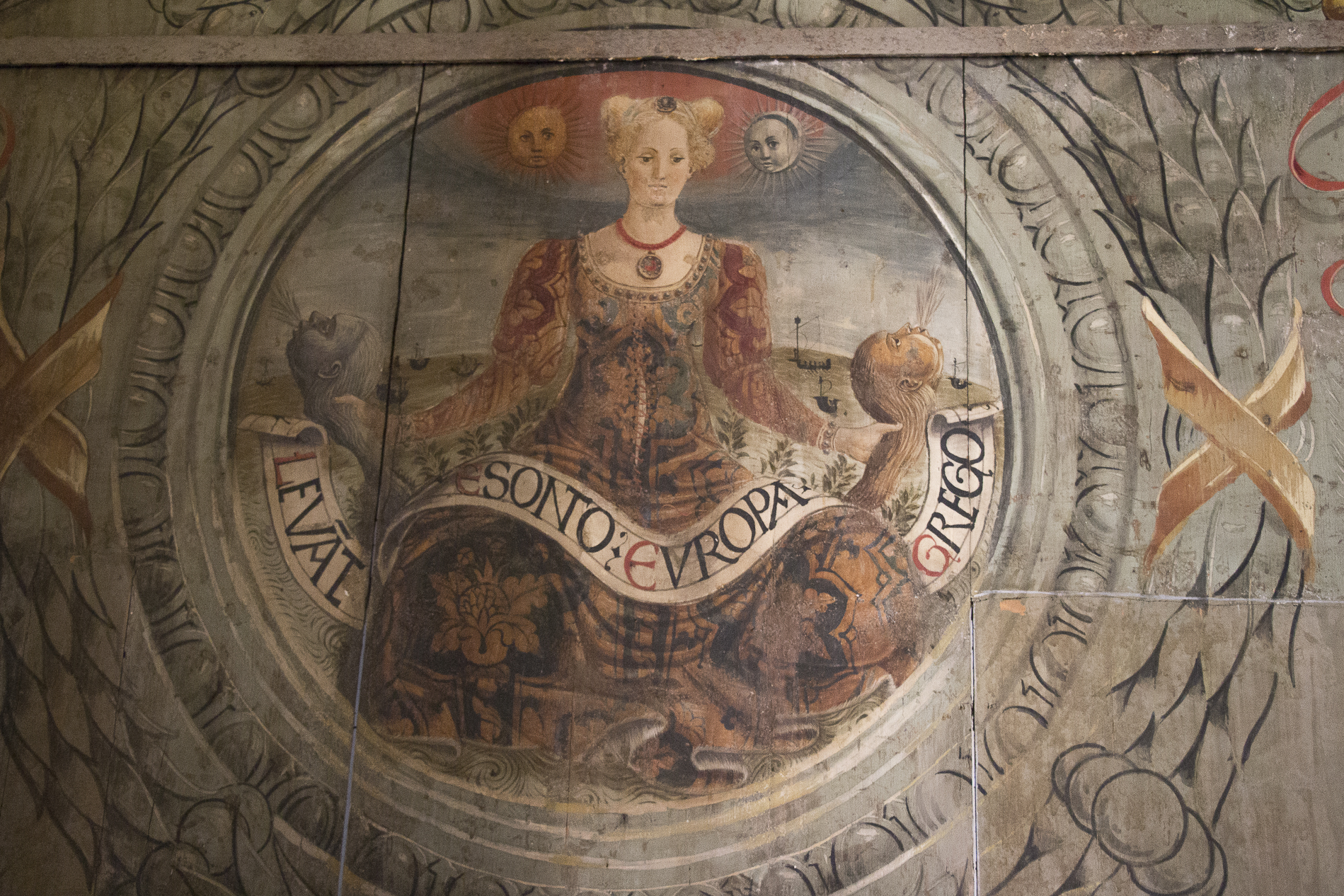
Allégorie de Gregale (à droite) - Casa Romei (Ferrara)

Le grec est un vent méditerranéen de nord-est qui dépasse rarement plus de 5 à 6 mètres par seconde.

## Appellations
Son nom proviendrait de l'italien grecale, qui fait référence à l'île grecque de Zakynthos, point de départ de ce vent.
Il possède plusieurs appellations selon les régions :
- maltais : Grigal, gargal ou grégal utilisé dans le Roussillon.
- italien : Grecale, grécale ou grégale utilisé aussi en Corse.
- catalan : Gregal, grégal, grécal ou grégau utilisé sur la Côte d'Azur.
- grec moderne : Γραίγος.

## Formation
Le Grecale est un vent méditerranéen qui se forme pendant que l'anticyclone se déplace de la zone du sud de Malte. Il s'agit d'un vent fort et froid de direction nord-est qui affecte l'île. Alors qu'il se trouve froid et sec en Corse, en Provence et dans le Languedoc, on le trouvera humide dans le Roussillon et sur la Côte d'Azur.
Il touche aussi d'autres îles plus à l'Ouest de la Méditerranée et la mer Adriatique.